# Temporada 1983 de Fórmula 1
La temporada 1983 de Fórmula 1 fue la 34.º edición del Campeonato Mundial de Fórmula 1 de la historia. En esta temporada el vencedor fue Nelson Piquet, quién consiguió su segundo título mundial y la Scuderia Ferrari venció en el título de constructores.

## Escuderías y pilotos
La siguiente tabla muestra los equipos para la temporada 1983 de Fórmula 1.
Nuevamente se mantuvo el sistema de numeración adoptado en la temporada 1974, tomando como parámetros el par numérico "1-2" para el piloto campeón y su escudero, y los resultados del Campeonato de constructores 1973 para designar la numeración de los demás equipos.
Dado que el campeón 1982 Keke Rosberg, pintó el "1" en el morro de su Williams FW08, el equipo TAG Williams Team intercambió sus dorsales nuevamente con el equipo Brabham Racing Organisation, ahora denominado Fila Sport. Este equipo volvió a utilizar el par numérico "5-6".
Como principales novedades en esta temporada, se produjo el regreso del equipo RAM Racing, estableciendo una alianza con March Engineering. A su vez, otra escudería que se sumó en esta temporada fue Spirit Racing, la cual se presentó con una única unidad piloteada por el sueco Stefan Johansson.
Por otra parte, el fabricante italiano de indumentarias Benetton incursionó por primera vez en el ámbito de la Fórmula 1, patrocinando a la escudería Tyrrell Racing Organisation, despertando interés en la posibilidad de incursionar en un futuro cercano, con su propia escudería de carreras. 
| Equipo                         | Chasis     | Chasis       | Motor                                             | Neu. | N.º | Piloto                 | Rondas |
| ------------------------------ | ---------- | ------------ | ------------------------------------------------- | ---- | --- | ---------------------- | ------ |
| TAG Williams Team              | Williams   | FW08C        | Ford Cosworth DFV 3.0 V8                          | G    | 1   | Keke Rosberg           | 1-14   |
| TAG Williams Team              | Williams   | FW08C        | Ford Cosworth DFV 3.0 V8                          | G    | 2   | Jacques Laffite        | 1-14   |
| TAG Williams Team              | Williams   | FW08C        | Ford Cosworth DFV 3.0 V8                          | G    | 42  | Jonathan Palmer        | 14     |
| TAG Williams Team              | Williams   | FW09         | Honda RA163-E 1.5 V6t                             | G    | 1   | Keke Rosberg           | 15     |
| TAG Williams Team              | Williams   | FW09         | Honda RA163-E 1.5 V6t                             | G    | 2   | Jacques Laffite        | 15     |
| Benetton Tyrrell Team          | Tyrrell    | 011B 012     | Ford Cosworth DFV 3.0 V8 Ford Cosworth DFY 3.0 V8 | G    | 3   | Michele Alboreto       | Todas  |
| Benetton Tyrrell Team          | Tyrrell    | 011B 012     | Ford Cosworth DFV 3.0 V8 Ford Cosworth DFY 3.0 V8 | G    | 4   | Danny Sullivan         | Todas  |
| Fila Sport                     | Brabham    | BT52 BT52B   | BMW M12/13 1.5 L4t                                | M    | 5   | Nelson Piquet          | Todas  |
| Fila Sport                     | Brabham    | BT52 BT52B   | BMW M12/13 1.5 L4t                                | M    | 6   | Riccardo Patrese       | Todas  |
| Marlboro McLaren International | McLaren    | MP4/1C       | Ford Cosworth DFV 3.0 V8 Ford Cosworth DFY 3.0 V8 | M    | 7   | John Watson            | 1-12   |
| Marlboro McLaren International | McLaren    | MP4/1C       | Ford Cosworth DFV 3.0 V8 Ford Cosworth DFY 3.0 V8 | M    | 8   | Niki Lauda             | 1-11   |
| Marlboro McLaren International | McLaren    | MP4/1E       | TAG TTE PO1 1.5 V6t                               | M    | 7   | John Watson            | 13-15  |
| Marlboro McLaren International | McLaren    | MP4/1E       | TAG TTE PO1 1.5 V6t                               | M    | 8   | Niki Lauda             | 12-15  |
| Team ATS                       | ATS        | D6           | BMW M12/13 1.5 L4t                                | G    | 9   | Manfred Winkelhock     | Todas  |
| John Player Team Lotus         | Lotus      | 92           | Ford Cosworth DFV 3.0 V8 Ford Cosworth DFY 3.0 V8 | P    | 11  | Elio de Angelis        | 1      |
| John Player Team Lotus         | Lotus      | 92           | Ford Cosworth DFV 3.0 V8 Ford Cosworth DFY 3.0 V8 | P    | 12  | Nigel Mansell          | 1-8    |
| John Player Team Lotus         | Lotus      | 93T 94T      | Renault-Gordini EF1 1.5 V6t                       | P    | 11  | Elio de Angelis        | 2-15   |
| John Player Team Lotus         | Lotus      | 93T 94T      | Renault-Gordini EF1 1.5 V6t                       | P    | 12  | Nigel Mansell          | 9-15   |
| Equipe Renault Elf             | Renault    | RE30C RE40   | Renault-Gordini EF1 1.5 V6t                       | M    | 15  | Alain Prost            | Todas  |
| Equipe Renault Elf             | Renault    | RE30C RE40   | Renault-Gordini EF1 1.5 V6t                       | M    | 16  | Eddie Cheever          | Todas  |
| RAM Racing Team March          | RAM        | March 01     | Ford Cosworth DFV 3.0 V8 Ford Cosworth DFY 3.0 V8 | P    | 17  | Eliseo Salazar         | 1-6    |
| RAM Racing Team March          | RAM        | March 01     | Ford Cosworth DFV 3.0 V8 Ford Cosworth DFY 3.0 V8 | P    | 17  | Jacques Villeneuve Sr. | 8      |
| RAM Racing Team March          | RAM        | March 01     | Ford Cosworth DFV 3.0 V8 Ford Cosworth DFY 3.0 V8 | P    | 17  | Kenny Acheson          | 9-15   |
| RAM Racing Team March          | RAM        | March 01     | Ford Cosworth DFV 3.0 V8 Ford Cosworth DFY 3.0 V8 | P    | 18  | Jean-Louis Schlesser   | 3      |
| Marlboro Team Alfa Romeo       | Alfa Romeo | 183T         | Alfa Romeo 890T 1.5 V8t                           | M    | 22  | Andrea de Cesaris      | Todas  |
| Marlboro Team Alfa Romeo       | Alfa Romeo | 183T         | Alfa Romeo 890T 1.5 V8t                           | M    | 23  | Mauro Baldi            | Todas  |
| Equipe Ligier Gitanes          | Ligier     | JS21         | Ford Cosworth DFV 3.0 V8 Ford Cosworth DFY 3.0 V8 | M    | 25  | Jean-Pierre Jarier     | Todas  |
| Equipe Ligier Gitanes          | Ligier     | JS21         | Ford Cosworth DFV 3.0 V8 Ford Cosworth DFY 3.0 V8 | M    | 26  | Raul Boesel            | Todas  |
| Scuderia Ferrari SpA SEFAC     | Ferrari    | 126C2B 126C3 | Ferrari 021 1.5 V6t                               | G    | 27  | Patrick Tambay         | Todas  |
| Scuderia Ferrari SpA SEFAC     | Ferrari    | 126C2B 126C3 | Ferrari 021 1.5 V6t                               | G    | 28  | René Arnoux            | Todas  |
| Arrows Racing Team             | Arrows     | A6           | Ford Cosworth DFV 3.0 V8                          | G    | 29  | Marc Surer             | Todas  |
| Arrows Racing Team             | Arrows     | A6           | Ford Cosworth DFV 3.0 V8                          | G    | 30  | Chico Serra            | 1, 3-5 |
| Arrows Racing Team             | Arrows     | A6           | Ford Cosworth DFV 3.0 V8                          | G    | 30  | Alan Jones             | 2      |
| Arrows Racing Team             | Arrows     | A6           | Ford Cosworth DFV 3.0 V8                          | G    | 30  | Thierry Boutsen        | 6-15   |
| Osella Squadra Corse           | Osella     | FA1D         | Ford Cosworth DFV 3.0 V8                          | M    | 31  | Corrado Fabi           | 1-8    |
| Osella Squadra Corse           | Osella     | FA1D         | Ford Cosworth DFV 3.0 V8                          | M    | 32  | Piercarlo Ghinzani     | 1-3    |
| Osella Squadra Corse           | Osella     | FA1E         | Alfa Romeo 1260 3.0 V12                           | M    | 31  | Corrado Fabi           | 9-15   |
| Osella Squadra Corse           | Osella     | FA1E         | Alfa Romeo 1260 3.0 V12                           | M    | 32  | Piercarlo Ghinzani     | 4-15   |
| Theodore Racing Team           | Theodore   | N183         | Ford Cosworth DFV 3.0 V8                          | G    | 33  | Roberto Guerrero       | 1-14   |
| Theodore Racing Team           | Theodore   | N183         | Ford Cosworth DFV 3.0 V8                          | G    | 34  | Johnny Cecotto         | 1-13   |
| Candy Toleman Motorsport       | Toleman    | TG183B       | Hart 415T 1.5 L4t                                 | P    | 35  | Derek Warwick          | Todas  |
| Candy Toleman Motorsport       | Toleman    | TG183B       | Hart 415T 1.5 L4t                                 | P    | 36  | Bruno Giacomelli       | Todas  |
| Spirit Racing                  | Spirit     | 201 201C     | Honda RA163-E 1.5 V6t                             | G    | 40  | Stefan Johansson       | 9-14   |
| Fuente:                        |            |              |                                                   |      |     |                        |        |

## Calendario
| Ronda   | Gran Premio                                 | Circuito                                     | Fecha            |
| ------- | ------------------------------------------- | -------------------------------------------- | ---------------- |
| 1       | Gran Premio de Brasil                       | Jacarepaguá, Río de Janeiro                  | 13 de marzo      |
| 2       | Gran Premio del oeste de los Estados Unidos | Circuito callejero de Long Beach, Long Beach | 27 de marzo      |
| 3       | Gran Premio de Francia                      | Circuito Paul Ricard, Le Castellet           | 17 de abril      |
| 4       | Gran Premio de San Marino                   | Autodromo Enzo e Dino Ferrari, Imola         | 1 de mayo        |
| 5       | Gran Premio de Mónaco                       | Circuito de Mónaco, Montecarlo               | 15 de mayo       |
| 6       | Gran Premio de Bélgica                      | Circuito de Spa-Francorchamps, Spa           | 22 de mayo       |
| 7       | Gran Premio del este de los Estados Unidos  | Circuito callejero de Detroit, Detroit       | 5 de junio       |
| 8       | Gran Premio de Canadá                       | Circuito Gilles Villeneuve, Montreal         | 12 de junio      |
| 9       | Gran Premio de Gran Bretaña                 | Circuito de Silverstone, Silverstone         | 16 de julio      |
| 10      | Gran Premio de Alemania                     | Hockenheimring, Hockenheim                   | 7 de agosto      |
| 11      | Gran Premio de Austria                      | Österreichring, Spielberg                    | 14 de agosto     |
| 12      | Gran Premio de los Países Bajos             | Circuito de Zandvoort, Haarlem               | 28 de agosto     |
| 13      | Gran Premio de Italia                       | Autodromo Nazionale di Monza, Monza          | 11 de septiembre |
| 14      | Gran Premio de Europa                       | Brands Hatch, Kent                           | 25 de septiembre |
| 15      | Gran Premio de Sudáfrica                    | Kyalami, Gauteng                             | 15 de octubre    |
| Fuente: |                                             |                                              |                  |

## Resultados
| Ronda | Gran Premio                                 | Fecha            | Circuito          | Piloto ganador   | Constructor ganador | Resultados |
| ----- | ------------------------------------------- | ---------------- | ----------------- | ---------------- | ------------------- | ---------- |
| 1     | Gran Premio de Brasil                       | 13 de marzo      | Jacarepaguá       | Nelson Piquet    | Brabham-BMW         | Resultados |
| 2     | Gran Premio del oeste de los Estados Unidos | 27 de marzo      | Long Beach        | John Watson      | McLaren-Ford        | Resultados |
| 3     | Gran Premio de Francia                      | 17 de abril      | Paul Ricard       | Alain Prost      | Renault             | Resultados |
| 4     | Gran Premio de San Marino                   | 1 de mayo        | Imola             | Patrick Tambay   | Ferrari             | Resultados |
| 5     | Gran Premio de Mónaco                       | 15 de mayo       | Mónaco            | Keke Rosberg     | Williams-Ford       | Resultados |
| 6     | Gran Premio de Bélgica                      | 22 de mayo       | Spa-Francorchamps | Alain Prost      | Renault             | Resultados |
| 7     | Gran Premio del este de los Estados Unidos  | 5 de junio       | Detroit           | Michele Alboreto | Tyrrell-Ford        | Resultados |
| 8     | Gran Premio de Canadá                       | 12 de junio      | Gilles Villeneuve | René Arnoux      | Ferrari             | Resultados |
| 9     | Gran Premio de Gran Bretaña                 | 16 de julio      | Silverstone       | Alain Prost      | Renault             | Resultados |
| 10    | Gran Premio de Alemania                     | 7 de agosto      | Hockenheimring    | René Arnoux      | Ferrari             | Resultados |
| 11    | Gran Premio de Austria                      | 14 de agosto     | Österreichring    | Alain Prost      | Renault             | Resultados |
| 12    | Gran Premio de los Países Bajos             | 28 de agosto     | Zandvoort         | René Arnoux      | Ferrari             | Resultados |
| 13    | Gran Premio de Italia                       | 11 de septiembre | Monza             | Nelson Piquet    | Brabham-BMW         | Resultados |
| 14    | Gran Premio de Europa                       | 25 de septiembre | Brands Hatch      | Nelson Piquet    | Brabham-BMW         | Resultados |
| 15    | Gran Premio de Sudáfrica                    | 15 de octubre    | Kyalami           | Riccardo Patrese | Brabham-BMW         | Resultados |

Fuente: Fórmula 1.

## Clasificaciones

### Puntuaciones
| Posición | 1.º | 2.º | 3.º | 4.º | 5.º | 6.º |
| Puntos   | 9   | 6   | 4   | 3   | 2   | 1   |

### Campeonato de Pilotos
| Pos. | Piloto                 | BRA | USW | FRA | SMR | MON  | BEL | USE | CAN | GBR | GER | AUT | NED | ITA | EUR | RSA | Puntos |
| ---- | ---------------------- | --- | --- | --- | --- | ---- | --- | --- | --- | --- | --- | --- | --- | --- | --- | --- | ------ |
| 1    | Nelson Piquet          | 1   | Ret | 2   | Ret | 2    | 4   | 4   | Ret | 2   | 13  | 3   | Ret | 1   | 1   | 3   | 59     |
| 2    | Alain Prost            | 7   | 11  | 1   | 2   | 3    | 1   | 8   | 5   | 1   | 4   | 1   | Ret | Ret | 2   | Ret | 57     |
| 3    | René Arnoux            | 10  | 3   | 7   | 3   | Ret  | Ret | Ret | 1   | 5   | 1   | 2   | 1   | 2   | 9   | Ret | 49     |
| 4    | Patrick Tambay         | 5   | Ret | 4   | 1   | 4    | 2   | Ret | 3   | 3   | Ret | Ret | 2   | 4   | Ret | Ret | 40     |
| 5    | Keke Rosberg           | DSQ | Ret | 5   | 4   | 1    | 5   | 2   | 4   | 11  | 10  | 8   | Ret | 11  | Ret | 5   | 27     |
| 6    | John Watson            | Ret | 1   | Ret | 5   | DNQ  | Ret | 3   | 6   | 9   | 5   | 9   | 3   | Ret | Ret | DSQ | 22     |
| 7    | Eddie Cheever          | Ret | 13  | 3   | Ret | Ret  | 3   | Ret | 2   | Ret | Ret | 4   | Ret | 3   | 10  | 6   | 22     |
| 8    | Andrea de Cesaris      | EX  | Ret | 12  | Ret | Ret  | Ret | Ret | Ret | 8   | 2   | Ret | Ret | Ret | 4   | 2   | 15     |
| 9    | Riccardo Patrese       | Ret | 10  | Ret | Ret | Ret  | Ret | Ret | Ret | Ret | 3   | Ret | 9   | Ret | 7   | 1   | 13     |
| 10   | Niki Lauda             | 3   | 2   | Ret | Ret | DNQ  | Ret | Ret | Ret | 6   | DSQ | 6   | Ret | Ret | Ret | 11  | 12     |
| 11   | Jacques Laffite        | 4   | 4   | 6   | 7   | Ret  | 6   | 5   | Ret | 12  | 6   | Ret | Ret | DNQ | DNQ | Ret | 11     |
| 12   | Michele Alboreto       | Ret | 9   | 8   | Ret | Ret  | 14  | 1   | 8   | 13  | Ret | Ret | 6   | Ret | Ret | Ret | 10     |
| 13   | Nigel Mansell          | 12  | 12  | Ret | 12  | Ret  | Ret | 6   | Ret | 4   | Ret | 5   | Ret | 8   | 3   | NC  | 10     |
| 14   | Derek Warwick          | 8   | Ret | Ret | Ret | Ret  | 7   | Ret | Ret | Ret | Ret | Ret | 4   | 6   | 5   | 4   | 9      |
| 15   | Marc Surer             | 6   | 5   | 10  | 6   | Ret  | 11  | 11  | Ret | 17  | 7   | Ret | 8   | 10  | Ret | 8   | 4      |
| 16   | Mauro Baldi            | Ret | Ret | Ret | 10  | 6    | Ret | 12  | 10  | 7   | Ret | Ret | 5   | Ret | Ret | Ret | 3      |
| 17   | Danny Sullivan         | 11  | 8   | Ret | Ret | 5    | 12  | Ret | DSQ | 14  | 12  | Ret | Ret | Ret | Ret | 7   | 2      |
| 18   | Elio de Angelis        | DSQ | Ret | Ret | Ret | Ret  | 9   | Ret | Ret | Ret | Ret | Ret | Ret | 5   | Ret | Ret | 2      |
| 19   | Johnny Cecotto         | 13  | 6   | 11  | Ret | DNPQ | 10  | Ret | Ret | DNQ | 11  | DNQ | DNQ | 12  |     |     | 1      |
| 20   | Bruno Giacomelli       | Ret | Ret | 13  | Ret | DNQ  | 8   | 9   | Ret | Ret | Ret | Ret | 13  | 7   | 6   | Ret | 1      |
| 21   | Thierry Boutsen        |     |     |     |     |      | Ret | 7   | 7   | 15  | 9   | 13  | 14  | Ret | 11  | 9   | 0      |
| 22   | Jean-Pierre Jarier     | Ret | Ret | 9   | Ret | Ret  | Ret | Ret | Ret | 10  | 8   | 7   | Ret | 9   | Ret | 10  | 0      |
| 23   | Chico Serra            | 9   |     | Ret | 8   | 7    |     |     |     |     |     |     |     |     |     |     | 0      |
| 24   | Raul Boesel            | Ret | 7   | Ret | 9   | Ret  | 13  | 10  | Ret | Ret | Ret | DNQ | 10  | DNQ | 15  | NC  | 0      |
| 25   | Stefan Johansson       |     |     |     |     |      |     |     |     | Ret | Ret | 12  | 7   | Ret | 14  |     | 0      |
| 26   | Manfred Winkelhock     | 15  | Ret | Ret | 11  | Ret  | Ret | Ret | 9   | Ret | DNQ | Ret | DSQ | Ret | 8   | Ret | 0      |
| 27   | Corrado Fabi           | Ret | DNQ | Ret | Ret | DNQ  | Ret | DNQ | Ret | DNQ | DNQ | 10  | 11  | Ret | DNQ | Ret | 0      |
| 28   | Piercarlo Ghinzani     | DNQ | DNQ | DNQ | DNQ | DNQ  | DNQ | Ret | DNQ | Ret | Ret | 11  | DNQ | Ret | Ret | Ret | 0      |
| 29   | Roberto Guerrero       | NC  | Ret | Ret | Ret | DNPQ | Ret | NC  | Ret | 16  | Ret | Ret | 12  | 13  | 12  |     | 0      |
| 30   | Kenny Acheson          |     |     |     |     |      |     |     |     | DNQ | DNQ | DNQ | DNQ | DNQ | DNQ | 12  | 0      |
| 31   | Jonathan Palmer        |     |     |     |     |      |     |     |     |     |     |     |     |     | 13  |     | 0      |
| 32   | Eliseo Salazar         | 14  | Ret | DNQ | DNQ | DNQ  | DNQ |     |     |     |     |     |     |     |     |     | 0      |
| NC   | Alan Jones             |     | Ret |     |     |      |     |     |     |     |     |     |     |     |     |     | 0      |
| NC   | Jean-Louis Schlesser   |     |     | DNQ |     |      |     |     |     |     |     |     |     |     |     |     | 0      |
| NC   | Jacques Villeneuve Sr. |     |     |     |     |      |     |     | DNQ |     |     |     |     |     |     |     | 0      |
| Pos. | Piloto                 | BRA | USW | FRA | SMR | MON  | BEL | USE | CAN | GBR | GER | AUT | NED | ITA | EUR | RSA | Puntos |

| Color      | Resultado                          |
| ---------- | ---------------------------------- |
| Oro        | Ganador                            |
| Plata      | 2.º puesto                         |
| Bronce     | 3.er puesto                        |
| Verde      | Finalizó en los puntos             |
| Azul       | Finalizó sin puntos                |
| Azul       | NC - No clasificado                |
| Violeta    | Ret - No terminó                   |
| Rojo       | DNQ - No se clasificó              |
| Rojo       | DNPQ - No se preclasificó          |
| Negro      | DSQ - Descalificado                |
| Blanco     | DNS - No empezó                    |
| Blanco     | WD - Retirado                      |
| Blanco     | C - Carrera cancelada              |
| Azul claro | TD - Entrenamientos libres (2003-) |
| Sin color  | DNP - Inscrito, pero no participó  |
| Sin color  | INJ - Inscrito, pero lesionado     |
| Sin color  | EX - Excluido                      |

| Estado  | Resultado                                                                             |
| ------- | ------------------------------------------------------------------------------------- |
| Negrita | Pole position                                                                         |
| Cursiva | Vuelta rápida                                                                         |
| 1-8     | Posiciones puntuables de clasificación sprint (2021-)                                 |
| †       | No acabó el Gran Premio, pero fue clasificado ya que completó el porcentaje necesario |
| ‡       | Monoplaza compartido                                                                  |
| ~       | Se otorgó la mitad de puntos ya que no se cumplió con el 75% de la carrera            |
| ≠       | No obtuvo puntos ya que era piloto invitado                                           |
| F2      | Inscrito para carrera de Fórmula 2, no sumaba puntos                                  |

### Estadísticas del Campeonato de Pilotos
| Pos. | Piloto                 | Escudería  | Grandes Premios | Victorias | Podios | Poles | Vueltas rápidas | Puntos |
| ---- | ---------------------- | ---------- | --------------- | --------- | ------ | ----- | --------------- | ------ |
| 1    | Nelson Piquet          | Brabham    | 15              | 3         | 8      | 1     | 4               | 59     |
| 2    | Alain Prost            | Renault    | 15              | 4         | 7      | 3     | 3               | 57     |
| 3    | René Arnoux            | Ferrari    | 15              | 3         | 7      | 4     | 2               | 49     |
| 4    | Patrick Tambay         | Ferrari    | 15              | 1         | 5      | 4     | 1               | 40     |
| 5    | Keke Rosberg           | Williams   | 15              | 1         | 2      | 1     |                 | 27     |
| 6    | John Watson            | McLaren    | 15              | 1         | 3      |       | 1               | 22     |
| 7    | Eddie Cheever          | Renault    | 15              |           | 4      |       |                 | 22     |
| 8    | Andrea de Cesaris      | Alfa Romeo | 15              |           | 2      |       | 1               | 15     |
| 9    | Riccardo Patrese       | Brabham    | 15              | 1         | 2      | 1     | 1               | 13     |
| 10   | Niki Lauda             | McLaren    | 15              |           | 2      |       | 1               | 12     |
| 11   | Jacques Laffite        | Williams   | 15              |           |        |       |                 | 11     |
| 12   | Michele Alboreto       | Tyrrell    | 15              | 1         | 1      |       |                 | 10     |
| 13   | Nigel Mansell          | Lotus      | 15              |           | 1      |       | 1               | 10     |
| 14   | Derek Warwick          | Toleman    | 15              |           |        |       |                 | 9      |
| 15   | Marc Surer             | Arrows     | 15              |           |        |       |                 | 4      |
| 16   | Mauro Baldi            | Alfa Romeo | 15              |           |        |       |                 | 3      |
| 17   | Danny Sullivan         | Tyrrell    | 15              |           |        |       |                 | 2      |
| 18   | Elio de Angelis        | Lotus      | 15              |           |        | 1     |                 | 2      |
| 19   | Johnny Cecotto         | Theodore   | 13              |           |        |       |                 | 1      |
| 20   | Bruno Giacomelli       | Toleman    | 15              |           |        |       |                 | 1      |
| 21   | Thierry Boutsen        | Arrows     | 10              |           |        |       |                 | 0      |
| 22   | Jean-Pierre Jarier     | Ligier     | 15              |           |        |       |                 | 0      |
| 23   | Chico Serra            | Arrows     | 4               |           |        |       |                 | 0      |
| 24   | Raul Boesel            | Ligier     | 15              |           |        |       |                 | 0      |
| 25   | Stefan Johansson       | Spirit     | 6               |           |        |       |                 | 0      |
| 26   | Manfred Winkelhock     | ATS        | 15              |           |        |       |                 | 0      |
| 27   | Corrado Fabi           | Osella     | 15              |           |        |       |                 | 0      |
| 28   | Piercarlo Ghinzani     | Osella     | 15              |           |        |       |                 | 0      |
| 29   | Roberto Guerrero       | Theodore   | 14              |           |        |       |                 | 0      |
| 30   | Kenny Acheson          | RAM        | 7               |           |        |       |                 | 0      |
| 31   | Jonathan Palmer        | Williams   | 1               |           |        |       |                 | 0      |
| 32   | Eliseo Salazar         | RAM        | 6               |           |        |       |                 | 0      |
| NC   | Alan Jones             | Arrows     | 1               |           |        |       |                 | 0      |
| NC   | Jean-Louis Schlesser   | RAM        | 1               |           |        |       |                 | 0      |
| NC   | Jacques Villeneuve Sr. | RAM        | 1               |           |        |       |                 | 0      |

Fuente: Fórmula 1.

### Campeonato de Constructores
| Pos. | Constructor       | N.º | BRA | USW | FRA | SMR | MON  | BEL | USE | CAN | GBR | GER | AUT | NED | ITA | EUR | RSA | Puntos |
| ---- | ----------------- | --- | --- | --- | --- | --- | ---- | --- | --- | --- | --- | --- | --- | --- | --- | --- | --- | ------ |
| 1    | Ferrari           | 27  | 5   | Ret | 4   | 1   | 4    | 2   | Ret | 3   | 3   | Ret | Ret | 2   | 4   | Ret | Ret | 89     |
| 1    | Ferrari           | 28  | 10  | 3   | 7   | 3   | Ret  | Ret | Ret | 1   | 5   | 1   | 2   | 1   | 2   | 9   | Ret | 89     |
| 2    | Renault           | 15  | 7   | 11  | 1   | 2   | 3    | 1   | 8   | 5   | 1   | 4   | 1   | Ret | Ret | 2   | Ret | 79     |
| 2    | Renault           | 16  | Ret | 13  | 3   | Ret | Ret  | 3   | Ret | 2   | Ret | Ret | 4   | Ret | 3   | 10  | 6   | 79     |
| 3    | Brabham-BMW       | 5   | 1   | Ret | 2   | Ret | 2    | 4   | 4   | Ret | 2   | 13  | 3   | Ret | 1   | 1   | 3   | 72     |
| 3    | Brabham-BMW       | 6   | Ret | 10  | Ret | Ret | Ret  | Ret | Ret | Ret | Ret | 3   | Ret | 9   | Ret | 7   | 1   | 72     |
| 4    | Williams-Ford     | 1   | DSQ | Ret | 5   | 4   | 1    | 5   | 2   | 4   | 11  | 10  | 8   | Ret | 11  | Ret |     | 36     |
| 4    | Williams-Ford     | 2   | 4   | 4   | 6   | 7   | Ret  | 6   | 5   | Ret | 12  | 6   | Ret | Ret | DNQ | DNQ |     | 36     |
| 4    | Williams-Ford     | 42  |     |     |     |     |      |     |     |     |     |     |     |     |     | 13  |     | 36     |
| 5    | McLaren-Ford      | 7   | Ret | 1   | Ret | 5   | DNQ  | Ret | 3   | 6   | 9   | 5   | 9   | 3   |     |     |     | 34     |
| 5    | McLaren-Ford      | 8   | 3   | 2   | Ret | Ret | DNQ  | Ret | Ret | Ret | 6   | DSQ | 6   |     |     |     |     | 34     |
| 6    | Alfa Romeo        | 22  | EX  | Ret | 12  | Ret | Ret  | Ret | Ret | Ret | 8   | 2   | Ret | Ret | Ret | 4   | 2   | 18     |
| 6    | Alfa Romeo        | 23  | Ret | Ret | Ret | 10  | 6    | Ret | 12  | 10  | 7   | Ret | Ret | 5   | Ret | Ret | Ret | 18     |
| 7    | Tyrrell-Ford      | 3   | Ret | 9   | 8   | Ret | Ret  | 14  | 1   | 8   | 13  | Ret | Ret | 6   | Ret | Ret | Ret | 12     |
| 7    | Tyrrell-Ford      | 4   | 11  | 8   | Ret | Ret | 5    | 12  | Ret | DSQ | 14  | 12  | Ret | Ret | Ret | Ret | 7   | 12     |
| 8    | Lotus-Renault     | 11  |     | Ret | Ret | Ret | Ret  | 9   | Ret | Ret | Ret | Ret | Ret | Ret | 5   | Ret | Ret | 11     |
| 8    | Lotus-Renault     | 12  |     |     |     |     |      |     |     |     | 4   | Ret | 5   | Ret | 8   | 3   | NC  | 11     |
| 9    | Toleman-Hart      | 35  | 8   | Ret | Ret | Ret | Ret  | 7   | Ret | Ret | Ret | Ret | Ret | 4   | 6   | 5   | 4   | 10     |
| 9    | Toleman-Hart      | 36  | Ret | Ret | 13  | Ret | DNQ  | 8   | 9   | Ret | Ret | Ret | Ret | 13  | 7   | 6   | Ret | 10     |
| 10   | Arrows-Ford       | 29  | 6   | 5   | 10  | 6   | Ret  | 11  | 11  | Ret | 17  | 7   | Ret | 8   | 10  | Ret | 8   | 4      |
| 10   | Arrows-Ford       | 30  | 9   | Ret | Ret | 8   | 7    | Ret | 7   | 7   | 15  | 9   | 13  | 14  | Ret | 11  | 9   | 4      |
| 11   | Williams-Honda    | 1   |     |     |     |     |      |     |     |     |     |     |     |     |     |     | 5   | 2      |
| 11   | Williams-Honda    | 2   |     |     |     |     |      |     |     |     |     |     |     |     |     |     | Ret | 2      |
| 12   | Theodore-Ford     | 33  | NC  | Ret | Ret | Ret | DNPQ | Ret | NC  | Ret | 16  | Ret | Ret | 12  | 13  | 12  |     | 1      |
| 12   | Theodore-Ford     | 34  | 13  | 6   | 11  | Ret | DNPQ | 10  | Ret | Ret | DNQ | 11  | DNQ | DNQ | 12  |     |     | 1      |
| 13   | Lotus-Ford        | 11  | DSQ |     |     |     |      |     |     |     |     |     |     |     |     |     |     | 1      |
| 13   | Lotus-Ford        | 12  | 12  | 12  | Ret | 12  | Ret  | Ret | 6   | Ret |     |     |     |     |     |     |     | 1      |
| 14   | Ligier-Ford       | 25  | Ret | Ret | 9   | Ret | Ret  | Ret | Ret | Ret | 10  | 8   | 7   | Ret | 9   | Ret | 10  | 0      |
| 14   | Ligier-Ford       | 26  | Ret | 7   | Ret | 9   | Ret  | 13  | 10  | Ret | Ret | Ret | DNQ | 10  | DNQ | 15  | NC  | 0      |
| 15   | Spirit-Honda      | 40  |     |     |     |     |      |     |     |     | Ret | Ret | 12  | 7   | Ret | 14  |     | 0      |
| 16   | ATS-BMW           | 9   | 15  | Ret | Ret | 11  | Ret  | Ret | Ret | 9   | Ret | DNQ | Ret | DSQ | Ret | 8   | Ret | 0      |
| 17   | Osella-Alfa Romeo | 31  |     |     |     |     |      |     |     |     | DNQ | DNQ | 10  | 11  | Ret | DNQ | Ret | 0      |
| 17   | Osella-Alfa Romeo | 32  |     |     |     | DNQ | DNQ  | DNQ | Ret | DNQ | Ret | Ret | 11  | DNQ | Ret | Ret | Ret | 0      |
| 18   | McLaren-TAG       | 7   |     |     |     |     |      |     |     |     |     |     |     |     | Ret | Ret | DSQ | 0      |
| 18   | McLaren-TAG       | 8   |     |     |     |     |      |     |     |     |     |     |     | Ret | Ret | Ret | 11  | 0      |
| 19   | RAM-Ford          | 17  | 14  | Ret | DNQ | DNQ | DNQ  | DNQ |     | DNQ | DNQ | DNQ | DNQ | DNQ | DNQ | DNQ | 12  | 0      |
| 19   | RAM-Ford          | 18  |     |     | DNQ |     |      |     |     |     |     |     |     |     |     |     |     | 0      |
| NC   | Osella-Ford       | 31  | Ret | DNQ | Ret | Ret | DNQ  | Ret | DNQ | Ret |     |     |     |     |     |     |     | 0      |
| NC   | Osella-Ford       | 32  | DNQ | DNQ | DNQ |     |      |     |     |     |     |     |     |     |     |     |     | 0      |
| Pos. | Constructor       | N.º | BRA | USW | FRA | SMR | MON  | BEL | USE | CAN | GBR | GER | AUT | NED | ITA | EUR | RSA | Puntos |

| Color      | Resultado                          |
| ---------- | ---------------------------------- |
| Oro        | Ganador                            |
| Plata      | 2.º puesto                         |
| Bronce     | 3.er puesto                        |
| Verde      | Finalizó en los puntos             |
| Azul       | Finalizó sin puntos                |
| Azul       | NC - No clasificado                |
| Violeta    | Ret - No terminó                   |
| Rojo       | DNQ - No se clasificó              |
| Rojo       | DNPQ - No se preclasificó          |
| Negro      | DSQ - Descalificado                |
| Blanco     | DNS - No empezó                    |
| Blanco     | WD - Retirado                      |
| Blanco     | C - Carrera cancelada              |
| Azul claro | TD - Entrenamientos libres (2003-) |
| Sin color  | DNP - Inscrito, pero no participó  |
| Sin color  | INJ - Inscrito, pero lesionado     |
| Sin color  | EX - Excluido                      |

| Estado  | Resultado                                                                             |
| ------- | ------------------------------------------------------------------------------------- |
| Negrita | Pole position                                                                         |
| Cursiva | Vuelta rápida                                                                         |
| 1-8     | Posiciones puntuables de clasificación sprint (2021-)                                 |
| †       | No acabó el Gran Premio, pero fue clasificado ya que completó el porcentaje necesario |
| ‡       | Monoplaza compartido                                                                  |
| ~       | Se otorgó la mitad de puntos ya que no se cumplió con el 75% de la carrera            |
| ≠       | No obtuvo puntos ya que era piloto invitado                                           |
| F2      | Inscrito para carrera de Fórmula 2, no sumaba puntos                                  |

### Estadísticas del Campeonato de Constructores
| Pos. | Constructor | Chasis       | Motor       | Grandes Premios | Victorias | Podios | Poles | Vueltas rápidas | Puntos |
| ---- | ----------- | ------------ | ----------- | --------------- | --------- | ------ | ----- | --------------- | ------ |
| 1    | Ferrari     | 126C2B 126C3 | Ferrari     | 15              | 4         | 12     | 8     | 3               | 89     |
| 2    | Renault     | RE30C RE40   | Renault     | 15              | 4         | 11     | 3     | 3               | 79     |
| 3    | Brabham     | BT52 BT52B   | BMW         | 15              | 4         | 10     | 2     | 4               | 72     |
| 4    | Williams    | FW08C        | Ford        | 14              | 1         | 2      | 1     |                 | 36     |
| 5    | McLaren     | MP4/1C       | Ford        | 12              | 1         | 5      |       | 2               | 34     |
| 6    | Alfa Romeo  | 183T         | Alfa Romeo  | 15              |           | 2      |       | 1               | 18     |
| 7    | Tyrrell     | 011B 012     | Ford        | 15              | 1         | 1      |       |                 | 12     |
| 8    | Lotus       | 93T 94T      | Renault     | 14              |           | 1      | 1     | 1               | 11     |
| 9    | Toleman     | TG183B       | Hart        | 15              |           |        |       |                 | 10     |
| 10   | Arrows      | A6           | Ford        | 15              |           |        |       |                 | 4      |
| 11   | Williams    | FW09         | Honda       | 1               |           |        |       |                 | 2      |
| 12   | Theodore    | N183         | Ford        | 14              |           |        |       |                 | 1      |
| 13   | Lotus       | 92           | Ford        | 8               |           |        |       |                 | 1      |
| 14   | Ligier      | JS21         | Ford        | 15              |           |        |       |                 | 0      |
| 15   | Spirit      | 201 201C     | Honda       | 6               |           |        |       |                 | 0      |
| 16   | ATS         | D6           | BMW         | 15              |           |        |       |                 | 0      |
| 17   | Osella      | FA1E         | Alfa Romeo  | 12              |           |        |       |                 | 0      |
| 18   | McLaren     | MP4/1E       | TAG Porsche | 4               |           |        |       |                 | 0      |
| 19   | RAM         | 01           | Ford        | 14              |           |        |       |                 | 0      |
| NC   | Osella      | FA1D         | Ford        | 8               |           |        |       |                 | 0      |

Fuente: Fórmula 1.

## Carreras fuera del campeonato
En 1983 se realizó una carrera de Fórmula 1 fuera del campeonato mundial. Es hasta el día de hoy la última carrera de Fórmula 1 que no otorgó puntos.
| Carrera              | Circuito     | Fecha       | Piloto ganador | Constructor ganador | Resultados |
| -------------------- | ------------ | ----------- | -------------- | ------------------- | ---------- |
| Carrera de Campeones | Brands Hatch | 10 de abril | Keke Rosberg   | Williams-Ford       | Resultados |